# Barbut capblanc
El barbut capblanc (Lybius leucocephalus) és una espècie d'ocell de la família dels líbids (Lybiidae).
habita sabanes obertes, especialment amb figueres, des de nord de Nigèria i Camerun, cap a l'est, a través del sud del Txad, República Centreafricana, el Sudan del Sud, nord i nord-est de la República Democràtica del Congo i Uganda fins l'oest, centre, sud-est de Kenya i nord de Tanzània.

## Subespècies
S'han descrit fins a 6 subespècies:
- L. l. adamauae Reichenow, 1921. Des de Nigèria septentrional fins al nord-oest de la República Democràtica del Congo.
- L. l. leucocephalus (de Filippi, 1853). Des del sud del Sudan i el nord-est de la R.D del Congo, fins l'oest de Kenya i nord-oest de Tanzània.
- L. l. albicauda (Shelley, 1881). Del sud-oest de Kenya i nord de Tanzània.
- L. l. lynesi Grant, CHB et Mackworth-Praed, 1938. De Tanzània central.
- L. l. senex (Reichenow, 1887). Del sud i centre de Kenya.
- L. l. leucogaster (Barbosa du Bocage, 1877). Del sud-oest d'Angola.

Les dues últimes són considerades espècies de ple dret per alguns especialistes.